# Sebkha Kelbia
La sebkha Kelbia (arabe : سبخة الكلبية) est une sebkha tunisienne de 8 000 hectares située au centre du pays, sur le territoire du gouvernorat de Sousse, plus précisément au sud de la délégation de Kondar.
Considérée comme la deuxième plus importante zone humide du pays, après le lac Ichkeul, elle est classée réserve naturelle par un décret du ministère de l'Agriculture du 18 décembre 1993. Elle est également désignée site Ramsar le 7 novembre 2007.

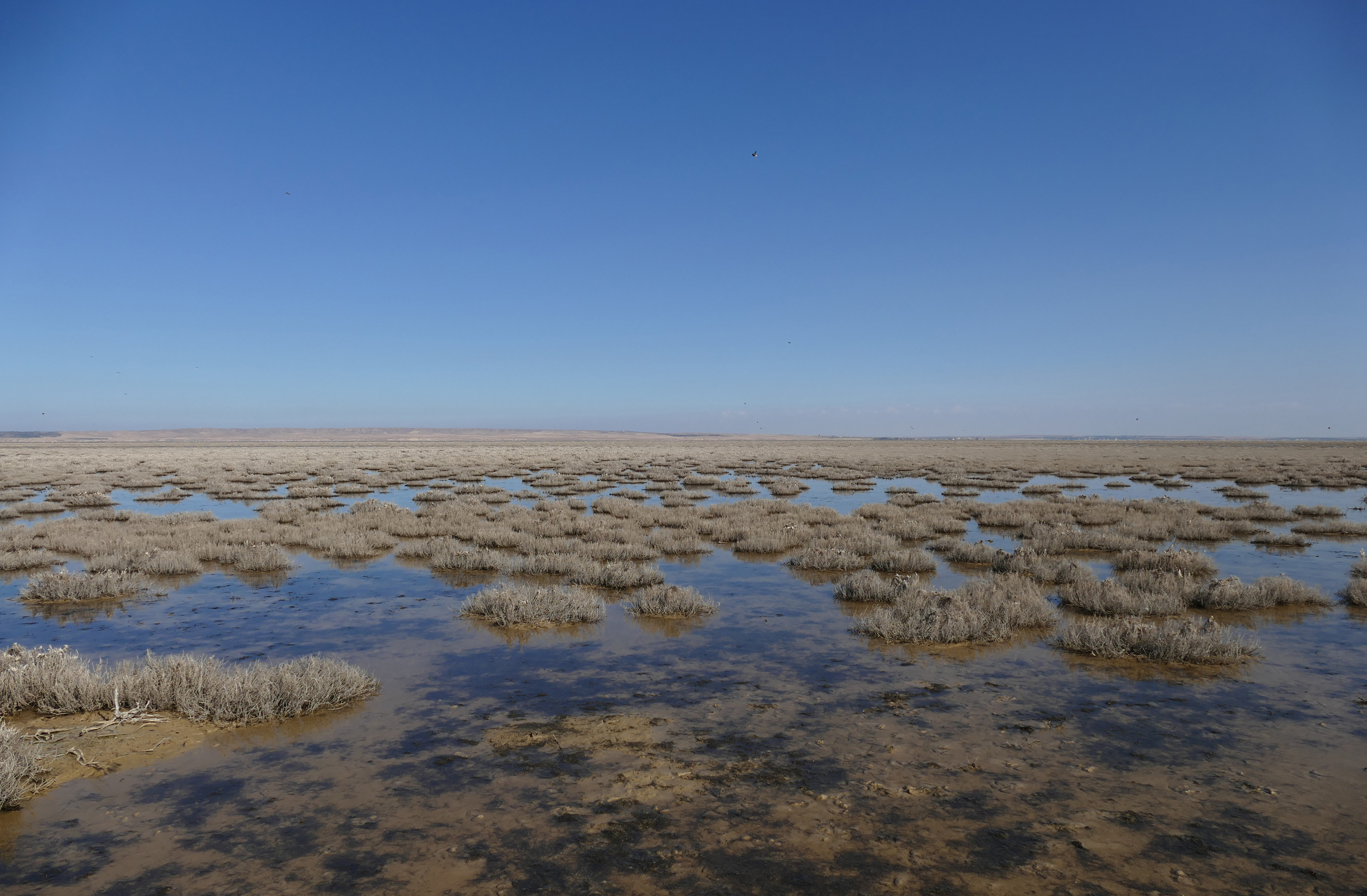
Sebkha Kelbia en 2017.

Trois oueds, Nebhana, Merguellil et Zeroud, qui se déversent dans la sebkha à l'occasion de crues, sont maintenant contrôlés par des barrages protégeant la plaine contre les inondations. Mais ces constructions, couplées avec la mise en exploitation de vastes terres agricoles irriguées, a sans doute eu un impact environnemental sur la sebkha, qui n'a toutefois pas fait l'objet d'études à ce jour.
La population agricole vivant aux alentours de la sebkha est estimée à environ 23 000 personnes. C'est pourquoi un plan de gestion tente d'obtenir la coopération de celle-ci afin de préserver l'avenir de la sebkha.